# Patrik Vlček
Patrik Vlček (* 9. června 1970 Brno) je český sochař a řezbář. Je synem sochaře Miloše Vlčka a bratrem básníka Lukáše Vlčka.

## Studium
- 1984–1988 Střední uměleckoprůmyslová škola v Brně
- 1988–1994 Vysoká škola uměleckoprůmyslová v Praze
- 1988–1993 Studijní pobyty ve Francii
- 1992 Studijní cesta do Itálie [2]

## Život a dílo
S řezbářstvím začínal v dílně bratří Kotrbů na Petrově 5 v Brně. Po smrti Heřmana Kotrby tyto prostory ještě několik let využíval.
Věnuje se především sochařské tvorbě (jeho oblíbeným materiálem je dřevo), restaurování, lektorské a výstavní činnosti (Galerie v přírodě Vránův mlýn v Mokré Hoře), vedení multimediálně zaměřeného sdružení RE (hudba, tanec). V Galerii Vránův mlýn se pravidelně konají Dny otevřených vrat (drobné výstavy spojené občasně s minikoncertem, vystavuje se tvorba místní i tvorba kolegů výtvarníků) a sochařské dílny pro tvořivé, kde se zájemci seznamují s základními sochařskými technikami.
Kromě sochařství se věnuje restaurátorství – mj. oltáře v Mostišti u Velkého Meziříčí, bočních oltářů ve Křtinách či oltáře v kostele svatého Václava v Ludslavicích a mnoha drobných sakrálních staveb převážně v Brně a okolí (Boží muka). Příležitostně se věnuje hudbě v souvislosti s výtvarnou činností. V letech 1997–1999 se podílel na pantomimickém muzikálu na texty Jana Skácela Na koni páv a smrt a moruše. Byl iniciátorem projektu Tišnovka – galerie v plenéru na starém náspu bývalé železniční trati na Tišnov, uspořádal sochařské dílny pro děti na škole v Jonzac (Francie) a na Základní škole Tyršovka v Kuřimi u Brna.
Na brněnské přehradě postupně v rámci Brněnských plenérů vytvořil instalace:
- Tři hlavy (ročník 1998, doplnění plastiky Pavla Luffera)
- Rozestavěná loď (ročník 2000, dle návrhu otce Miloše Vlčka)
- Anděl (ročník 2002, jako jediné není umístěno na přehradě, ale v domově pro seniory v Bystrci na Vondrákově ulici)